# Azul de timol
Azul de timol é um pó cristalino verde-acastanhado que é usado como um indicador de pH. É insolúvel em água mas solúvel em álcool e soluções diluídas de álcalis. Sua transição de cor em solução se dá do vermelho para o amarelo em pH 1.2–2.8 e do amarelo para o azul a pH 8.0–9.6.
| Cores do azul de timol em diferentes pH | forma ácida vermelho | zona de viragem 1 pH 1.2 à pH 2.8 | forma ácida amarelo | zona de viragem 2 pH 8.0 à pH 9.6 | forma básica azul |

## Preparação da solução do indicador

### Solução aquosa a 1%
Esta solução é do sal sódico do indicador.
Tritura-se em gral de vidro limpo um grama do indicador com 21,5 ml de solução de hidróxido de sódio a 0,1 M. Dilui-se esta mistura a 1 litro com água deionizada ou destilada.
Outra formulação indicada é 0,04% m/v em NaOH 0,0086 M.